# 샤니 빈슨
샤니 빈슨(Sharni Vinson, 1983년 7월 22일 ~ )은 오스트레일리아의 배우이다.

## 출연 작품
- 프롬 어 하우스 온 윌로우 스트리트 (2016)
- 드래곤 블레이드: 천장웅사 (2015)
- 패트릭 (2013)
- 베이트 (2012)
- 블루 크러쉬 2 (2011)
- 유아 넥스트 (2011)
- 스텝 업 3D (2010)
- 홈 앤 어웨이 (1988)